# Tazgait
Tazgait est une commune de la wilaya de Mostaganem en Algérie.

## Toponymie
Le nom de la localité vient de la langue berbère de la racine [ZGY], ainsi "azeggay" en berbère, c'est la couleur rouge. Tazgait est un sustantif féminin qui signifie "la terre rouge",.

## Histoire
Tazgait est une tribu berbère de la fraction Zenète de Maghraoua. durant les époques ottomane et française, elle était comprise dans le caïdat de Beni Zeroual.

## Démographie
Selon le recensement général de la population et de l'habitat de 2008, la population de la commune de Tazgait est évaluée à 9 410 habitants contre 8 763 en 1998.